# San Millán de la Cogolla
San Millán de la Cogolla es un municipio de la comunidad autónoma de La Rioja en España. Está ubicado al pie de la sierra de la Demanda (sistema Ibérico) en la vertiente oriental que separa la Meseta del valle del Ebro, a 728 metros de altitud sobre el nivel del mar y a orillas del río Cárdenas.

## Toponimia
En una bula de 1199 por la que se concedían privilegios al monasterio de San Millán de la Cogolla aparece nombrado como Coculla, que procede de cuculla, cerrillo, cima de monte. Es típico de lugares altos y con carácter defensivo, debiendo corresponder a la época de la Reconquista.

## Historia

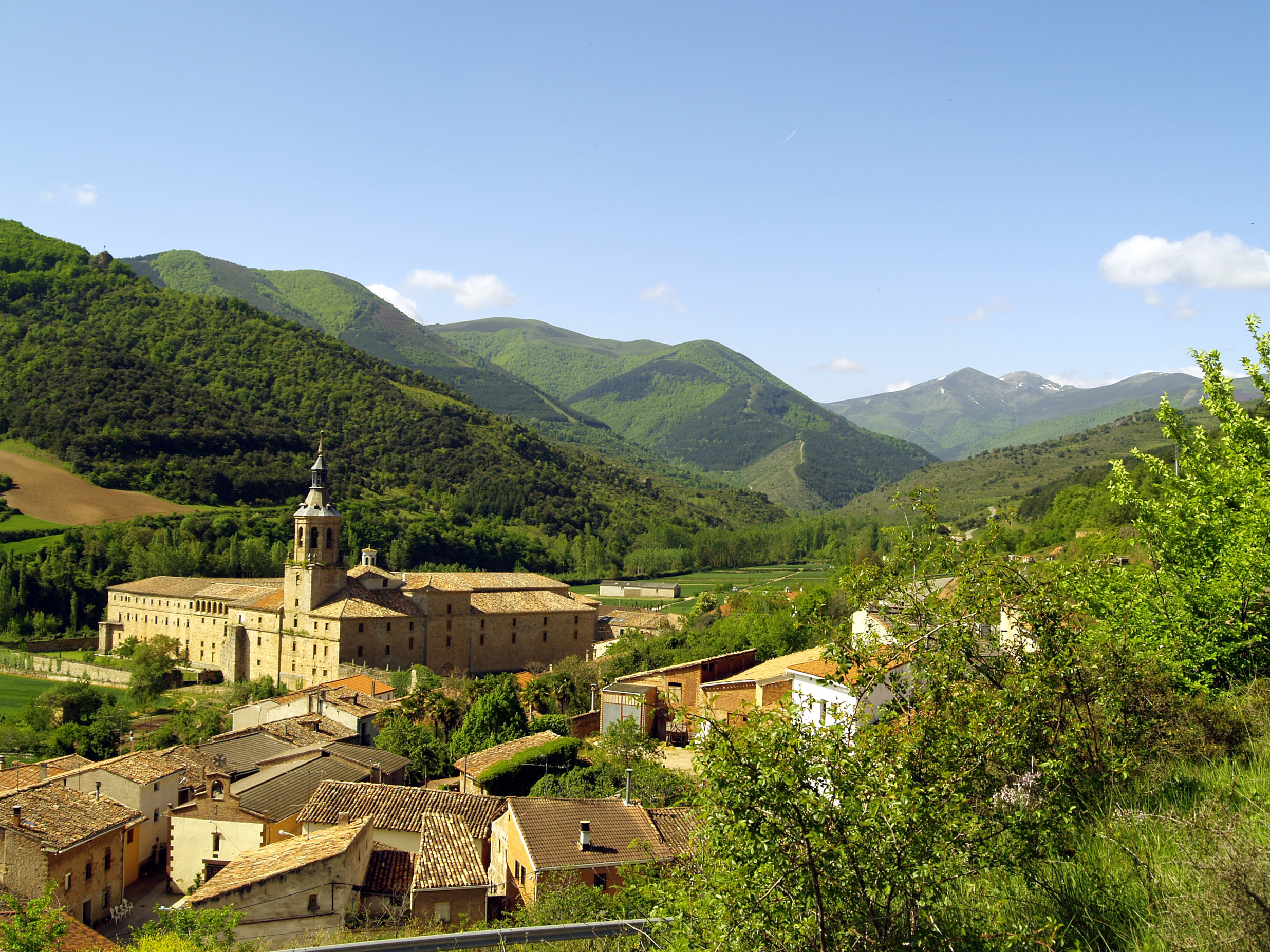
Monasterios de San Millán de Yuso

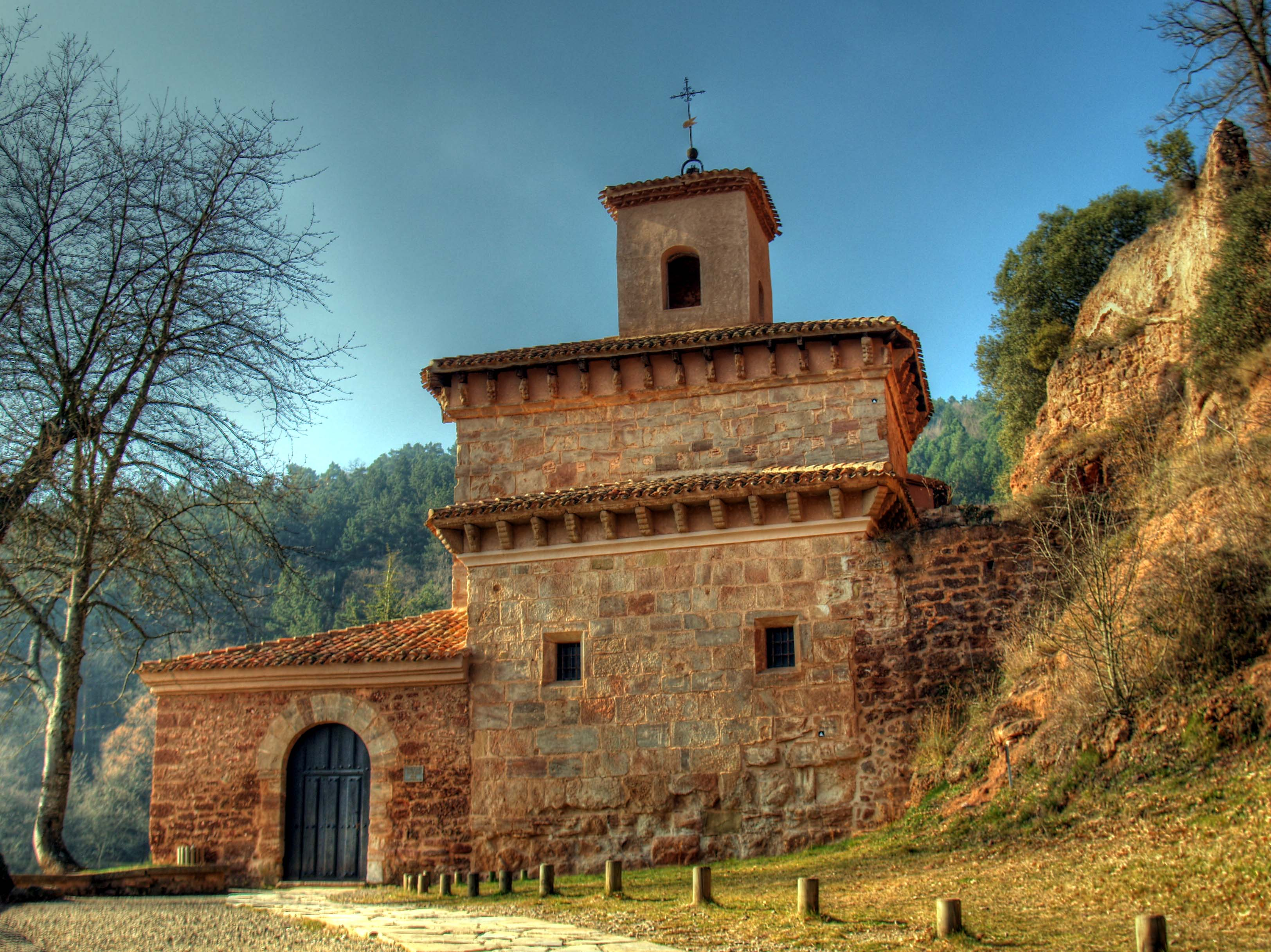
San Millán de Suso

El municipio tomó su nombre del santo Millán (evolución al idioma español del nombre en latín Æmilianus o Emiliano), anacoreta que fue alumno de San Felices y vivió del 473 al 574, y creador de la comunidad mixta de eremitas de Suso, que luego daría lugar a uno de los focos culturales más importantes de la época medieval en el sur de Europa.
Por esas fechas existía en el lugar una iglesia llamada de San Jorge, que sería iglesia parroquial del pueblo hasta 1542, en la que se encontraba la sepultura de Santa Potamia, discípula de San Millán. Esta ermita, del siglo XII, se conserva en la actualidad a la entrada del pueblo, junto al Río Cárdenas, y está considerada una de las iglesias consagradas más antiguas de La Rioja.
La localidad está compuesta por cuatro barrios:
- El barrio más antiguo es el denominado tradicionalmente Santurde que, según datos existentes en el archivo monacal del monasterio de Suso, existía ya en el siglo IX.
- Tras la construcción del Monasterio de Yuso, el pueblo se fue extendiendo hacia él formando otro barrio, denominado Barrionuevo, que en la actualidad ocupa la práctica totalidad de la localidad.
- Otro barrio, creado a partir del siglo XIV, es el Prestiño, que circunda el Monasterio de Yuso en su parte norte y este, en el que destacan construcciones relacionadas con el monasterio, tal como el antiguo hospital del Monasterio y molinos y almacenes que se transformaron en viviendas con el paso del tiempo.
- El barrio más apartado es Lugar del Río, situado a 2 km aguas arriba del Cárdenas. Es un lugar tranquilo y apacible rodeado de prados, choperas y estampas clásicas de montaña.

Entre los siglos XVI y XVII, se levantó el monasterio de San Millán de Yuso (o de abajo), de grandes proporciones denominado desde los años 1960 El Escorial de La Rioja. Este monasterio fue uno de los más influyentes en la época medieval en la península ibérica y fue el centro religioso de muchas zonas de La Rioja, Burgos, Soria, Palencia y Álava.
En 1997 los monasterios de San Millán de la Cogolla, Suso y Yuso fueron catalogados por la UNESCO como Patrimonio de la Humanidad.

## Geografía humana

### Demografía
Cuenta con una población de 215 habitantes (INE 2024).
| Gráfica de evolución demográfica de San Millan de la Cogolla entre 1842 y 2021 |
| |
| Población de derecho según los censos de población del INE Población de hecho según los censos de población del INEEn este censo se denominaba San Millán de la Cogulla: 1842 Entre el censo de 1857 y el anterior, disminuye el término del municipio porque independiza a 26027 (Berceo) y 26060 (Estollo) |

### Población por núcleos
| Núcleos                  | Habitantes (2000) | Habitantes (2010) |
| ------------------------ | ----------------- | ----------------- |
| San Millán de la Cogolla | 252               | 258               |
| El Río                   | 12                | 20                |

## Economía

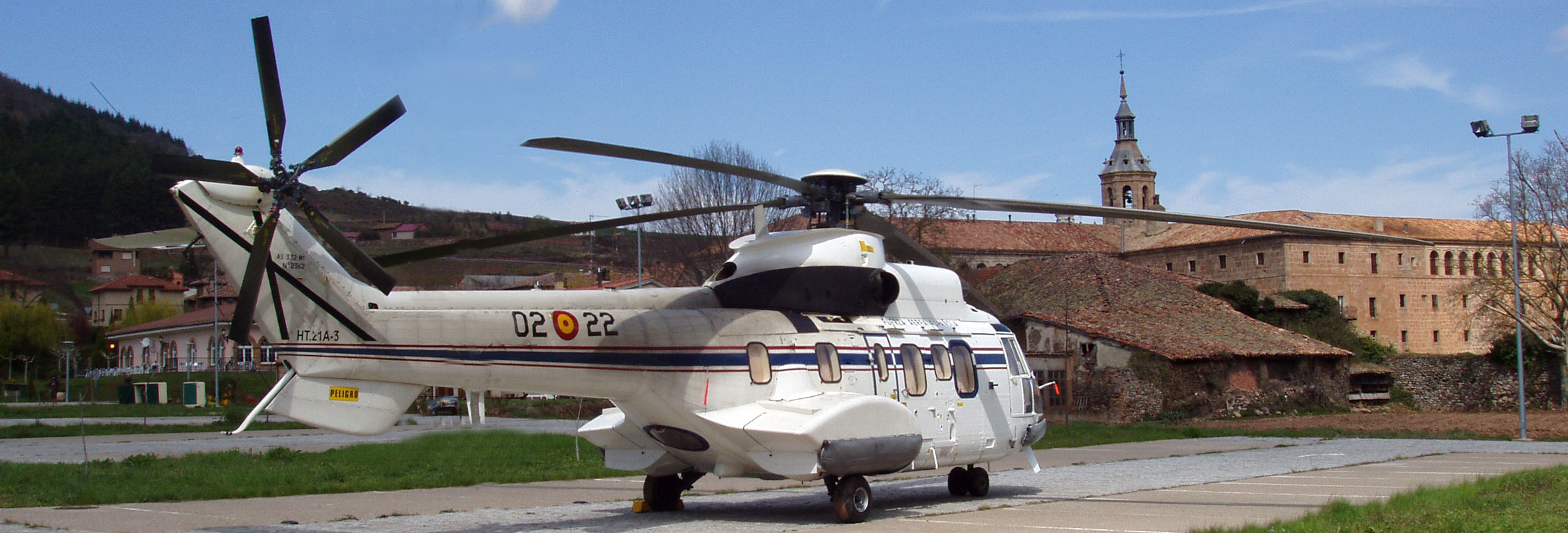
Visita Real al Monasterio de San Millán de Yuso en abril de 2008

Tradicionalmente la agricultura (cereal, patata, remolacha), ganadería (vacuno y ovino) y explotación maderera (haya, roble y pino) han sido los principales sectores productivos de la localidad, aunque ahora el impulso turístico generado por los monasterios ha contribuido a implantar el turismo como uno de los pilares económicos principales de la zona, y se ha creado un complejo hostelero importante, con hoteles, restaurantes y actividades lúdicas relacionadas.
Otra actividad importante, al estar ubicado en la sierra de la Demanda, junto a la Reserva nacional, es la caza mayor (ciervo, jabalí y corzo), puestos de paloma torcaz y coto de caza menor con codorniz y perdiz como principales atractivos.

## Administración
| Periodo   | Nombre                        | Partido |
| --------- | ----------------------------- | ------- |
| 1979-1983 | Santiago Lerena Alesanco      | UCD     |
| 1983-1987 | Santiago Lerena Alesanco      | AP      |
| 1987-1991 | Millán Ángel Baltanás Lorenzo | PSOE    |
| 1991-1995 | Millán Ángel Baltanás Lorenzo | PSOE    |
| 1995-1999 | Eladio Cañas Ureta            | PRP     |
| 1999-2003 | Eladio Cañas Ureta            | PP      |
| 2003-2007 | Eladio Cañas Ureta            | PP      |
| 2007-2011 | María Pilar Mendoza Martínez  | PSOE    |
| 2011-2015 | María Pilar Mendoza Martínez  | PSOE    |
| 2015-2019 | Raquel Fernández Tejerina     | PP      |
| 2019-2023 | Raquel Fernández Tejerina     | PP      |

## Monasterio de San Millán

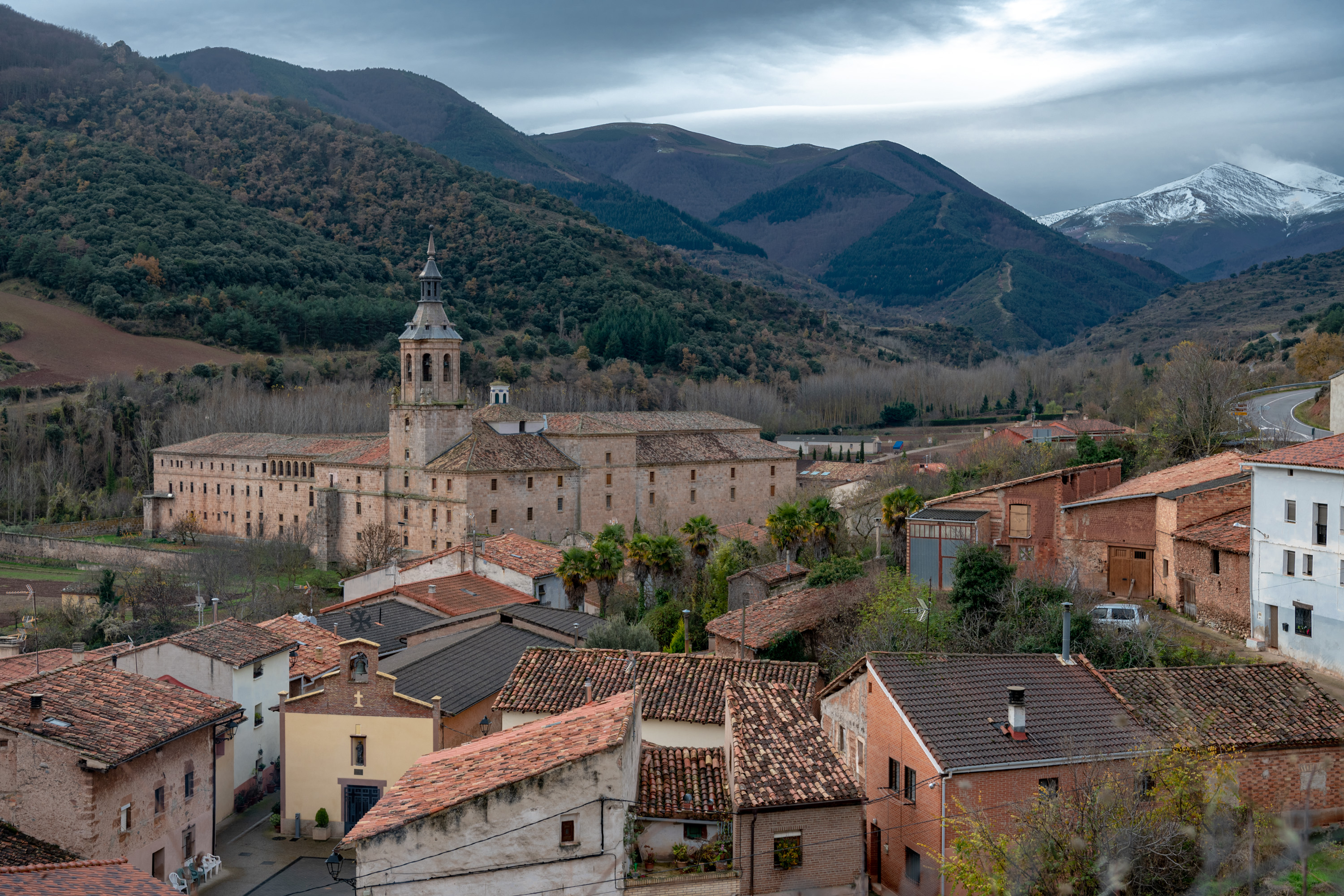
Foto de lejos del Monasterìo de san Milán

Dentro del recinto urbano está el Monasterio de San Millán, formado, a su vez, por el primitivo Monasterio de San Millán de Suso («de arriba») y el Monasterio de San Millán de Yuso («de abajo»). El Escritorio de San Millán es uno de los más antiguos de Europa, y fue un centro de cultura muy importante, muestra de ello es la magnífica colección de códices que se conservan. Entre los más importantes están el Códice 60, donde se encuentran las Glosas Emilianenses, que constituyen algunas de las primeras palabras escritas en romance navarroaragonés riojano y 2 en euskera,  por lo que San Millán es conocida metafóricamente como la Cuna de la Lengua. Gonzalo de Berceo, primer poeta en romance de transición del navarroaragonés al castellano de nombre conocido, sirvió al monasterio como notario. La biblioteca y el archivo están considerados como uno de los mejores conjuntos monásticos. El ser San Millán testimonio histórico de la implantación monástica en la región desde el siglo VI fue la principal razón que hizo posible su declaración como Patrimonio de la Humanidad en diciembre de 1997. En la actualidad el Monasterio de San Millán de Yuso está habitado por frailes de la Orden de Agustinos Recoletos.
Tanto el monasterio de Yuso como el de Suso fueron declarados Bien de Interés Cultural en la categoría de Monumento el 3 de junio de 1931.
Este monasterio ardió en llamas tras la expedición de Almanzor en la primavera de 1002 perteneciente a las campañas de Almanzor en la etapa final del Califato de Córdoba.

## Fiestas

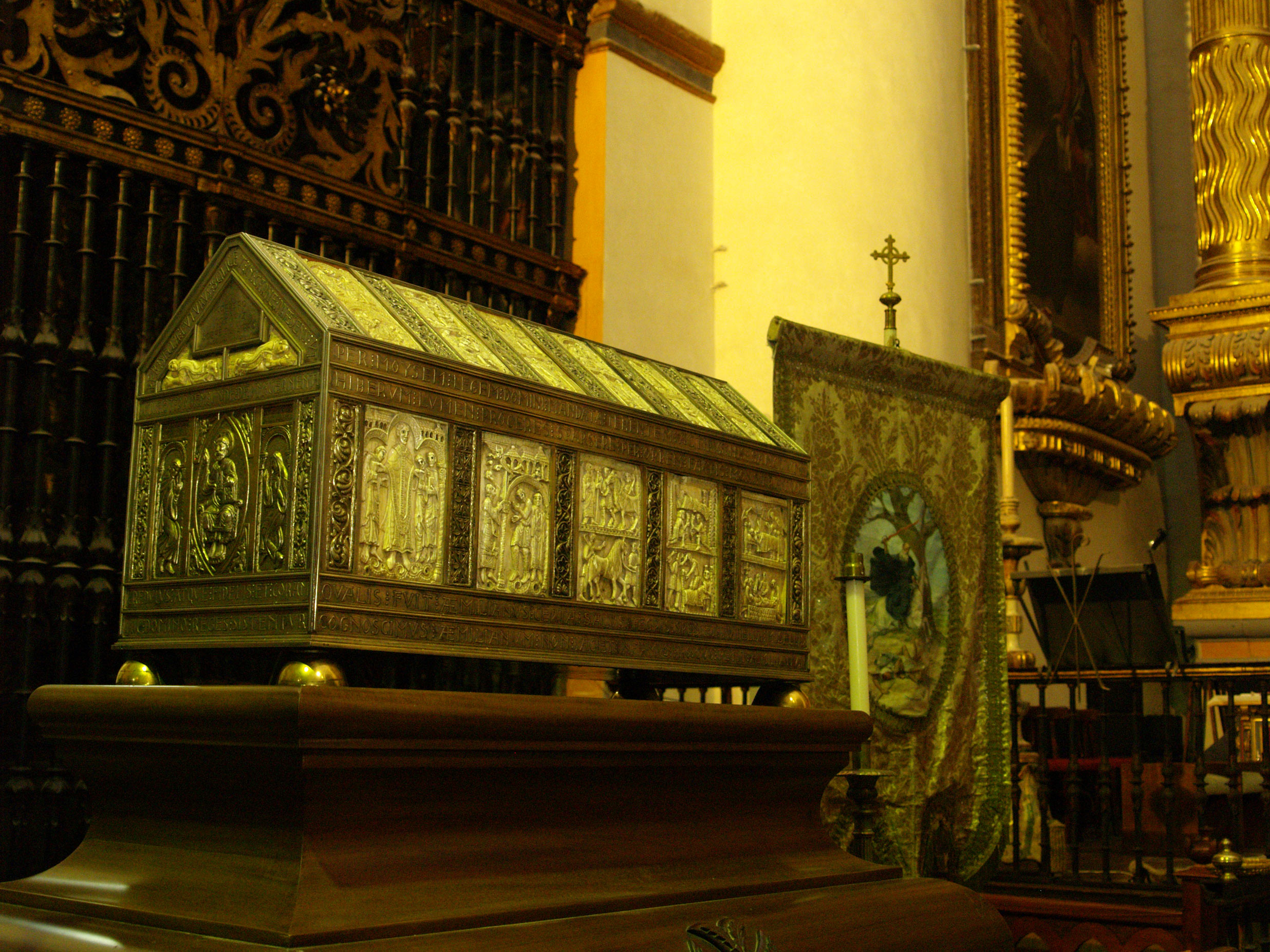
Arca de San Millán

- El domingo de Pentecostés se va en romería al Monasterio de Valvanera, patrona de La Rioja, también en la sierra de la Demanda. La romería se hace a pie a través del monte, pasando por las cumbres que limitan la cuenca de los ríos Najerilla y Cárdenas.
- El tercer sábado de junio los hombres de San Millán se acercan a la cueva del Santo en romería. Esta costumbre data de 1604, para solicitar la ayuda de San Millán con una enfermedad que padecían las mujeres del valle.
- El 16 de julio en Lugar del Río se celebran las fiestas de la Patrona la Virgen del Carmen.
- El día 26 de septiembre se celebra La Traslación, fiesta que conmemora el traslado de los restos de San Millán. Según la leyenda, debido a un milagro del Santo, el rey Sancho III ordenó la construcción del Monasterio de Yuso.
- El 12 de noviembre se celebra la festividad de San Millán, y el 17 de noviembre, la de Santa Gertrudis, patrones del pueblo.

## Personas destacadas
- Juan de San Millán. Nació en 1492, eminente catedrático de teología, Carlos I lo nombró obispo de Tuy en 1574. Asistió al Concilio de Trento interviniendo en la discusión de varios decretos. Felipe II lo nombró obispo de León en 1564. Dio una importante suma de dinero para que los habitantes del Valle de San Millán pudieran comprar el "Señorío de San Millán" a la abadía, alcanzando así su independencia.
- Antonio Segura. Pintor al servicio de Felipe II en la decoración de El Escorial. Carlos V dejó encargado en su testamento que pintase el retablo mayor del Monasterio de Yuste. Posiblemente fue herido en una reyerta por el mismo Cervantes.
- María de la O Lejárraga. Nació en 1874 y fue autora dramàtica, poeta i narradora. Firmó su obra, a modo de seudónimo, con el nombre de su marido, Gregorio Martínez Sierra.
- Leandro Nieto Bolandier (1893-1960). Religioso agustino. Prefecto de Palawan (Filipinas).
- Padre Joaquín Peña. Fraile Agustino Recoleto. Misionero en China. Miembro de la Real Academia de la Historia, bibliotecario y archivero del Monasterio.
- Tarsicio Lejárraga. 15/08/1914 - 25/12/2002. Guarda del Monasterio de Suso (1962-1979).